# Zombieland
Zombieland je americká zombie komedie z roku 2009. Ve filmu účinkují Woody Harrelson, Jesse Eisenberg, Emma Stoneová a Abigail Breslin, jako přeživší zombie apokalypsy. Společně cestují napříč jihozápadní částí USA a snaží se najít bezpečné místo bez zombíků.
Zombieland obdržel pozitivní kritické recenze a stal se obchodně úspěšným. Vydělal více než 60 miliónů dolarů, čímž překonal film z roku 2004 Úsvit mrtvých - nejvýdělečnější zombie film ve Spojených státech.

## Témata

### Pravidla
Jedním z hlavních témat filmu jsou Columbovy pravidla přežití. On sám je vymýšlí, sepisuje, ale hlavně dodržuje. Ačkoli ke konci filmu, jedno z pravidel změní na naprostý opak.
1. Cardio ("buď vždy v kondici")
2. Double tap ("vždy se ujisti, že se z živé mrtvoly stala mrtvá mrtvola")
3. Beware of bathrooms ("dej si pozor na záchodě")
4. Wear seatbelts ("Zapněte si pásy. Bude to jízda.")
5. Cast iron skillet
6. Travel light ("cestuj nalehko")
7. Get a kickass partner ("najdi si drsňáckýho parťáka")
8. Bounty paper towels (" ukořisti toaleťák")
9. Bowling ball
10. Don't be a hero ("nehraj si na hrdinu") - Ke konci filmu Columbus stojící tváří v tvář jeho největší noční můře - zombie klaunovi, změní toto pravidlo na Be a hero (buď hrdina), aby mohl zachránit Wichitu a Little Rock.
11. Limber up ("protáhni se")
12. Avoid strip clubs ("vyhněte se strip klubům")
13. When in doubt, know your way out ("když si nejste jisti, nechte si únikovou cestu")
14. The buddy system ("systém přátel")
15. Check the back seat ("zkontroluj zadní sedadlo")
16. Enjoy the little things ("užívej si maličkostí")
17. Swiss army knife "("nůž se vždy hodí")
18. Clean socks
19. Hygiene ("dodržujte hygienu")
20. Always have backup ("vždy měj krytí")

### Jména hrdinů
Hrdinové se ve filmu neoslovují jejich pravými jmény, ale místy, které jsou s nimi nějak spojeny (Columbus, Tallahassee, Wichita, Little Rock). Columbova sousedka na koleji se jmenuje čtyři sta šestka (Amber Heardová) podle čísla jejího pokoje. Později ve filmu Columbus vypráví Tallehasseemu o jeho posledním (fiktivním) sexu s dívkou, kterou nazve Beverly Hills. Jediné dvě postavy, které jsou nazývány jejich pravými jmény, jsou Bill Murray, který hraje sám sebe, a Sestra Cynthia Knickerbockerová, kterou Columbus označil za výherkyni Zombie zabití týdne. Na konci filmu Wichita řekne Columbovi, že její pravé jméno je Krista.